# Abraham van Overbeke
Abraham van Overbeke [Overbeeke, Overbeecque, Overbeque] est un maître d'école et maître écrivain actif dans les Anciens Pays-bas dans le premier tiers du XVIIe siècle.

## Biographie
Il est probablement né à Anvers, fils de Hendrik van Overbeke, et gagna sans doute le Nord sous la pression des luttes religieuses de la fin du XVIe siècle. En 1605, il intègre la guilde des maîtres d'école de Middelbourg, capitale de la Zélande et devient bourgeois de cette ville ; il est également membre de l'Église réformée. Il était un Fransoysche schoolmeester, capable donc d'enseigner le français entre autres matières. Il exerça là jusqu'à la fin de 1621 et possédait une résidence à proximité.
En 1622 il fut nommé à Goes mais y fut remplacé dès avant 1625. En 1624 il rejoignit l'Église wallonne de Middelburgh. On sait mal ce qu'il fit à partir de 1624 ; peut-être a-t-il enseigné dans une école installée chez lui. En 1629 il est identifié à nouveau comme maître d'école à Middelbourg, avec 40 élèves à charge. Il devient ensuite maître d'école à Arnemuiden entre 1630 et 1637 et révèle un statut social plutôt important (conseiller et bourgmestre) ; il est également doyen de l'Église réformée d'Arnemuiden à partir de 1633. Il revient à Middelburgh en 1637 et y décède au début de 1638. Il était marié à Rachel Telioor, dont il eut une fille Catelynken et un fils Jacob.
En 1639, il est cité dans une annonce commerciale à l'égal de plusieurs des meilleurs maîtres écrivains de son temps (Jan van den Velde, Maria Strick, George de Carpentier etc.), ce qui laisse entendre que sa réputation réelle comme maître écrivain dépassa largement celle que son métier de maître d'école put lui valoir.
Il est notamment l'auteur de Beque der schrijfkonste en 1630.

## Œuvres

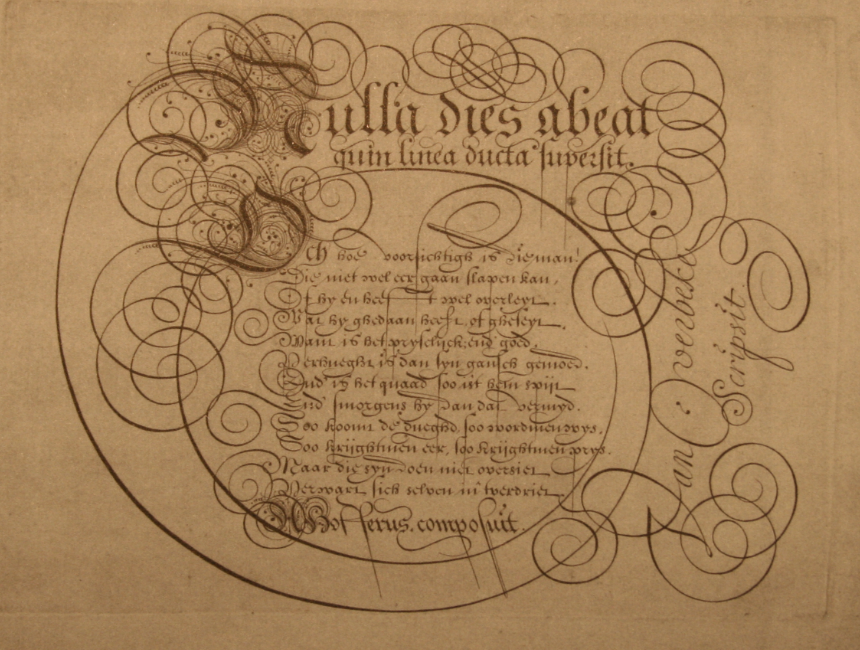
Une page des Gedichten, c. 1628.

- Beque der Schryfkonste, inhoudende de noodwendighste Gheschriften voor de joncheid ende alle liefhebbers der pennen, geinventeert door Abraham van Overbeque schoolmmester der Stad Domburch. [Middelburgh ?], 1620. 4° obl. gravé par Samuel de Swaef. Croiset 2005 p. 31-32.
- Une page dans Samuel de Swaef et Henri Lancel, Gedichten van verscheijde Poëten, geschreven door eenige liefhebbers der pennen... Amsterdam, Bergen op Zoom, Zierikzee, ca. 1628. Croiset 2005 p. 31, Becker 1997 no 102.
- Beque der Schryfkonste, inhoudende de nootwendichste Gheschriften voor de Joncheijt ende alle liefhebbers der pennen, gheinventeert door Abraham van Overbeke schoolmmester der Stadt Arnemuyden. [Middelbourg : Hans van der Hellen ?], 1630. 4° obl., 15 f. gr. gravés en tout ou partie par Samuel de Swaef. (Amsterdam UB). L'ouvrage est dédié aux bailli, bourgmestre, conseillers et doyens d'Arnemuiden le 8 novembre 1630. Croiset 2005 p. 31.